# Lo zio indegno
Lo zio indegno è un film del 1989 diretto da Franco Brusati.
Si tratta di una Commedia italiana tratta da una storia dello stesso regista Brusati che ha curato anche la sceneggiatura con Leo Benvenuti e Piero De Bernardi.

## Trama
Dopo alcuni anni, nella vita ordinaria di Riccardo riappare inaspettatamente suo zio Luca: l’incontro con un perfetto scapolo libertino ed edonista sconvolgerà non poco la vita di Riccardo, e se inizialmente quest’ultimo si dimostrerà turbato dall’atteggiamento dissoluto di suo zio, finisce presto per diventare suo complice, nella speranza di una vita meno convenzionale.
Riccardo, un uomo ordinario e buon lavoratore, onesto con sua moglie Teresa e padre di due figli, Andrea e Marina. Luca, suo zio, è un poeta, libero e senza scrupoli, che occupa un misero alloggio disordinato in città.
Luca affascina suo nipote con continue storie di persone e luoghi della sua infanzia, e presto Riccardo deciderà di aiutarlo a rinnovare il suo appartamento. Purtroppo l’esito della sua azione risulterà essere solo vano, in quanto suo zio, per negligenza finirà per dargli fuoco.
Presto, Riccardo si accorgerà di essere stato anche derubato da suo zio in casa di un piccolo quadro antico del‘700, e non esiterà a mandare Luca in galera, ma Riccardo rimane impotente di fronte ai modi irresistibilmente audaci di suo zio, ed una volta uscito di galera lo conduce con sé a Venezia per un convegno di affari: proprio lì sulla spiaggia del Lido, assisterà alla morte di suo zio, che lo abbandonerà a causa di un infarto improvviso, lasciandogli come ricordo solo una sciarpa.

## Accoglienza

### Critica
«Per Gassman un personaggio... tagliato su misura... La commedia all'italiana, ormai, è diventata la maniera di sé stessa...» *

## Riconoscimenti
- Nastro d'argento 1990
  - Migliore attore protagonista a Vittorio Gassman[3]